# دن کیلدی
دن کیلدی (به انگلیسی: Dan Kildee) نمایندهٔ حوزه انتخابیه پنجم میشیگان از حزب دموکرات ایالات متحده آمریکا در مجلس نمایندگان ایالات متحده آمریکا است که برای نخستین‌بار در ۶ ژانویه ۲۰۱۳ میلادی به‌عضویت این مجلس درآمد.